# Fosse no 8 du Groupe de Liévin
La fosse no 8 du Groupe de Liévin est un ancien charbonnage du Bassin minier du Nord-Pas-de-Calais, situé à Avion. La Compagnie des mines de Liévin est nationalisée en 1946, et intègre le Groupe de Liévin. Un puits d'aérage no 8 est alors commencé en 1948 en plein milieu des champs afin d'assurer l'aérage des travaux du fond des fosses nos 4 - 4 bis et 7 - 7 bis. Le puits a en conséquence un diamètre de 6,50 mètres. Le terril no 216, 8 de Liévin, est édifié avec les déblais du puits sur le carreau de fosse.
En 1952, le Groupe de Liévin fusionne avec le Groupe de Lens pour former le Groupe de Lens-Liévin, et la fosse no 8 entre en fonction. Elle a alors été raccordée par bowettes aux fosses nos 4 - 4 bis et 7 - 7 bis, pour qui elle assure l'entrée d'air. Le chevalement de fonçage en bois est remplacé par le chevalement de fonçage métallique du puits no 19 de la fosse no 11 - 19 des mines de Lens. La fosse cesse d'aérer en 1982 lorsqu'elle n'a plus aucune utilité, son puits est remblayé, et son chevalement détruit.
Au début du XXIe siècle, Charbonnages de France matérialise la tête de puits no 8. Le carreau de fosse est un espace naturel isolé au milieu des champs, le seul vestige de la fosse est le local de Foramine, ainsi que le terril no 216.

## La fosse

### Fonçage
La Compagnie des mines de Liévin est nationalisée en 1946, et intègre le Groupe de Liévin. Il est alors nécessaire d'ouvrir un puits d'aérage pour les travaux situés au sud du Groupe de Liévin. Le puits no 8 est entrepris à Avion, en plein milieu des champs, vers Vimy, à 2 536 mètres à l'est-sud-est de la fosse no 7 - 7 bis et à 2 037 mètres au sud-sud-est de la fosse no 4 - 4 bis. Ces deux fosses ont été ouvertes par la Compagnie des mines de Liévin,. Le diamètre du puits est de 6,50 mètres.

### Exploitation
En 1952, le Groupe de Liévin fusionne avec le Groupe de Lens pour former le Groupe de Lens-Liévin. C'est également en 1952 que le puits no 8 est fonctionnel, après son raccordement par des bowettes aux fosses nos 4 - 4 bis et 7 - 7 bis. le puits, profond de 910 mètres, assure l'entrée d'air. Le chevalement de fonçage en bois est remplacé par le chevalement de fonçage métallique du puits no 19 de la fosse no 11 - 19 des mines de Lens à Loos-en-Gohelle.
Lorsqu'il est devenu inutile en 1982, le puits d'aérage no 8 a été comblé, et son chevalement détruit dans l'année.

### Reconversion
Au début du XXIe siècle, Charbonnages de France matérialise la tête du puits no 8. Le BRGM y effectue des inspections chaque année. Le carreau de fosse est devenu un espace naturel, isolé au milieu des champs. Le seul vestige de la fosse est le local de Foramine, reconverti en habitation,.

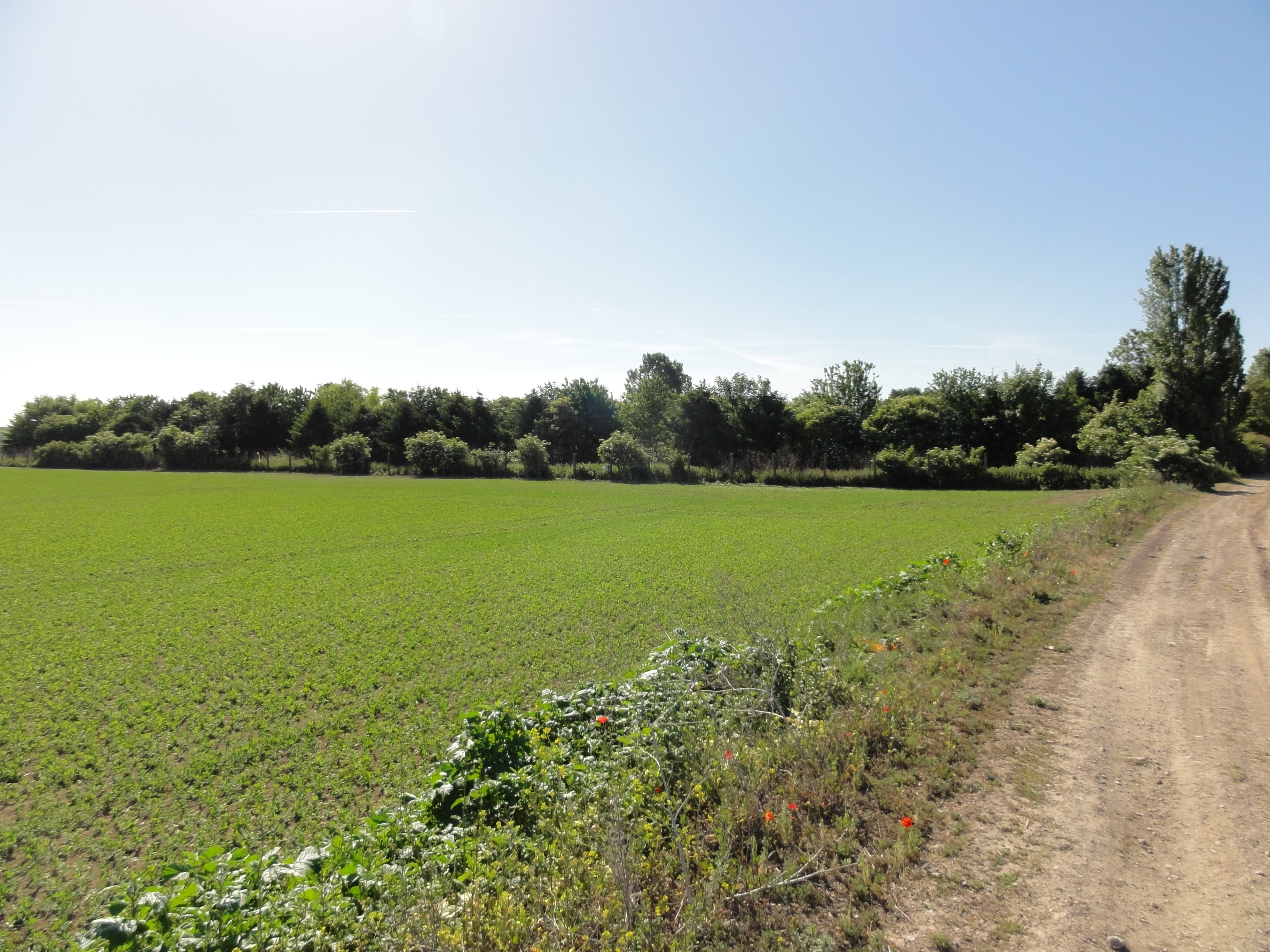
Vue vers le carreau de fosse.
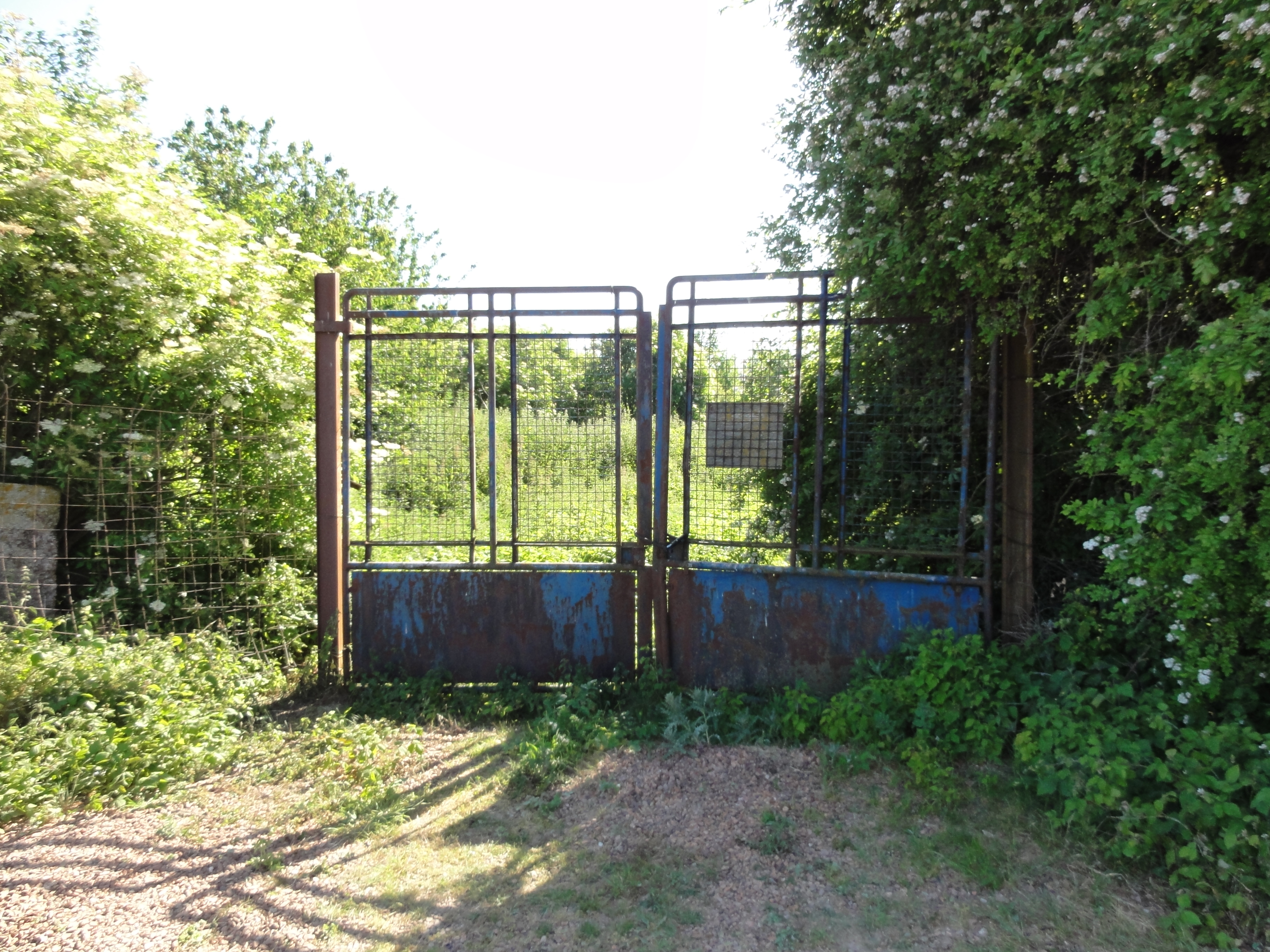
L'entrée du site.
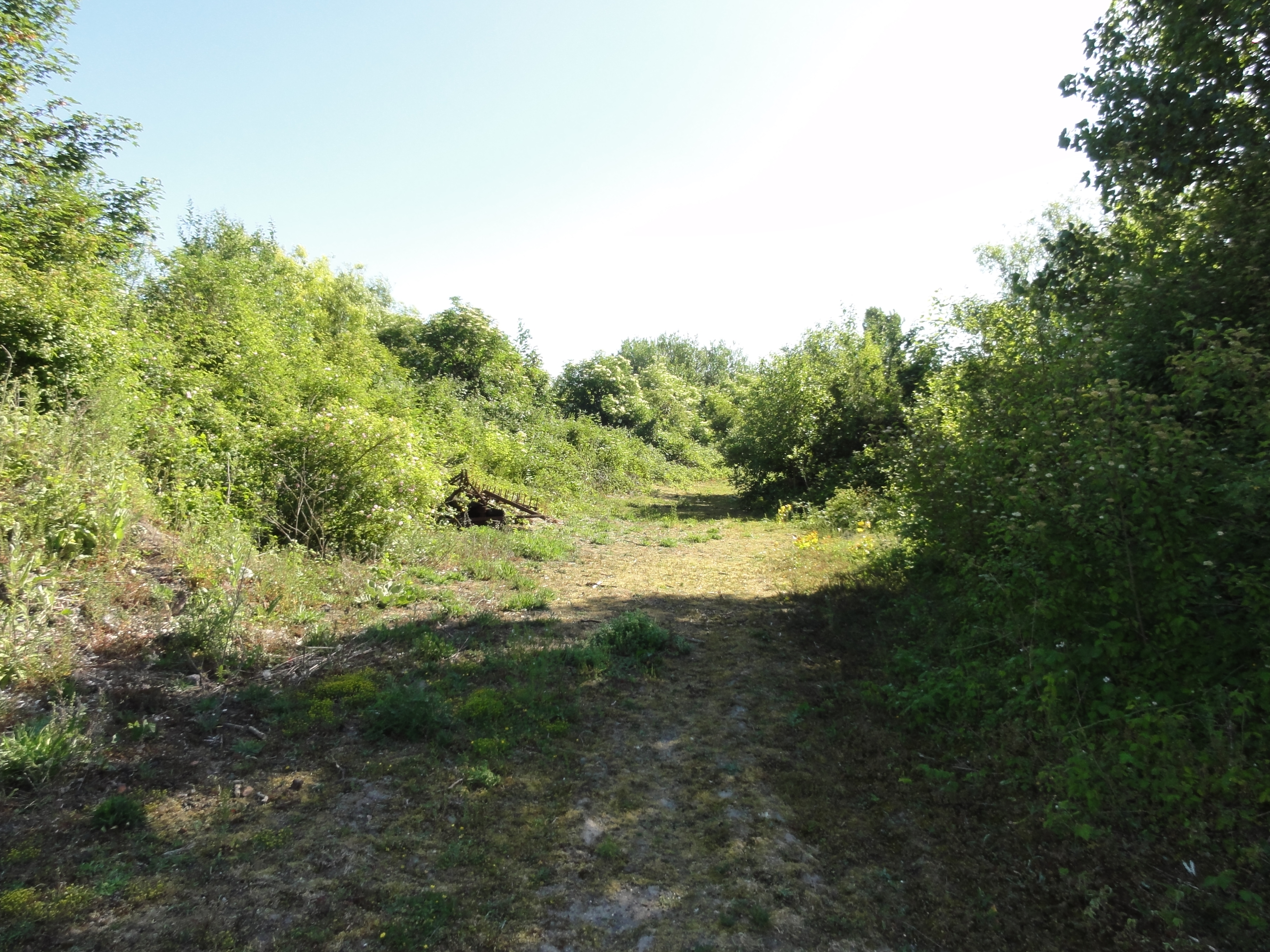
L'accès vers le carreau de fosse.
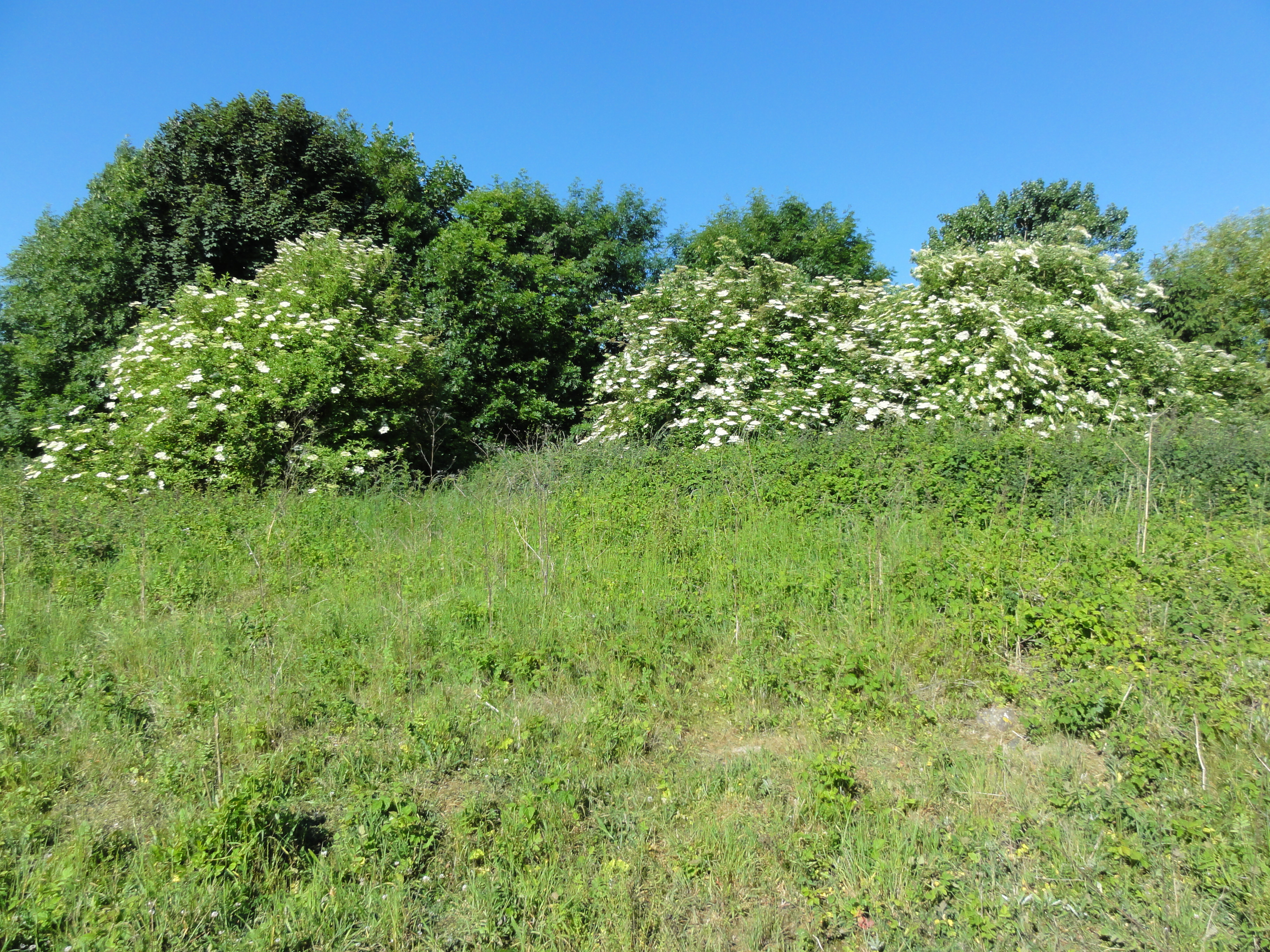
La zone du puits.
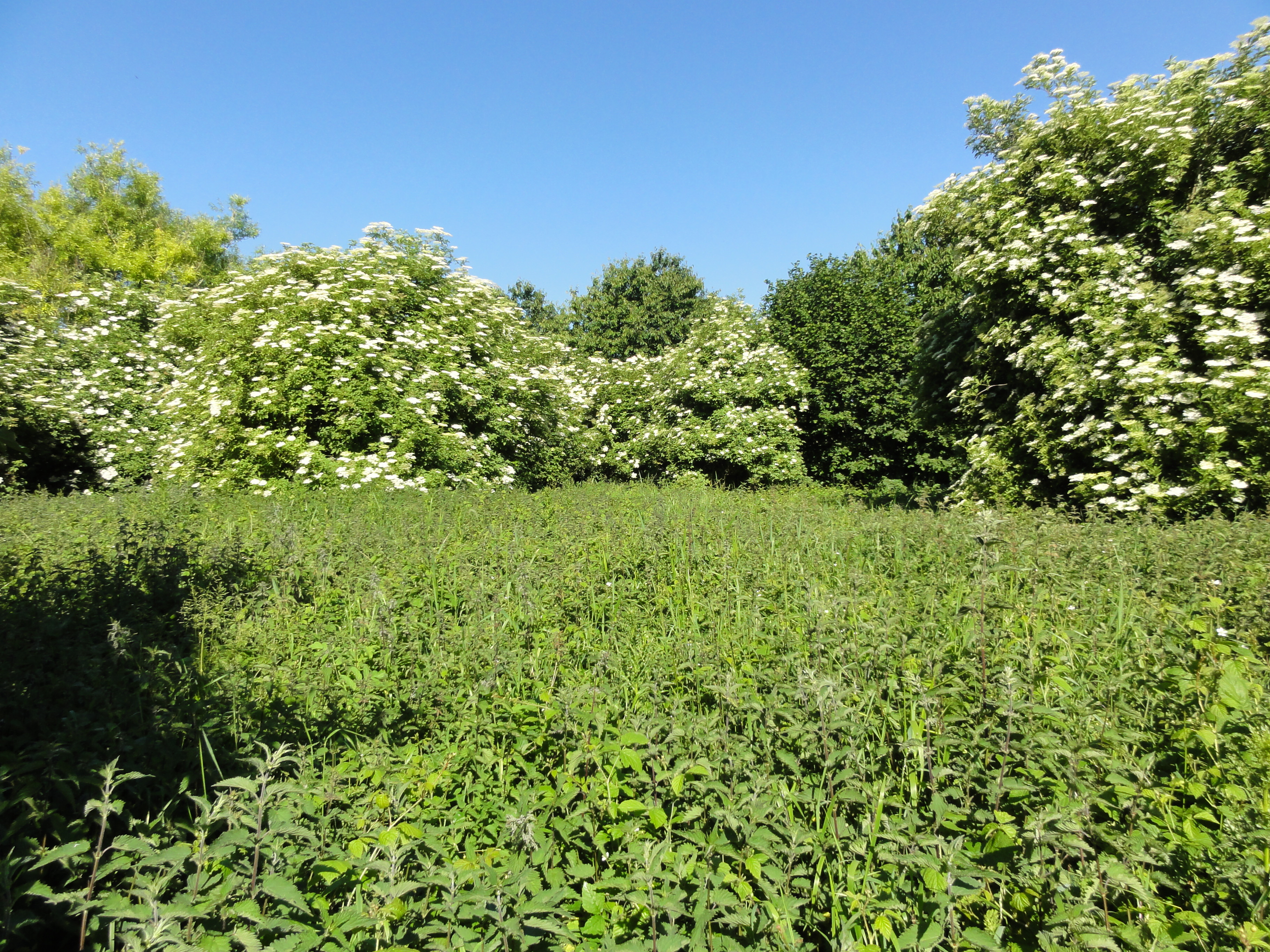
La zone du puits.
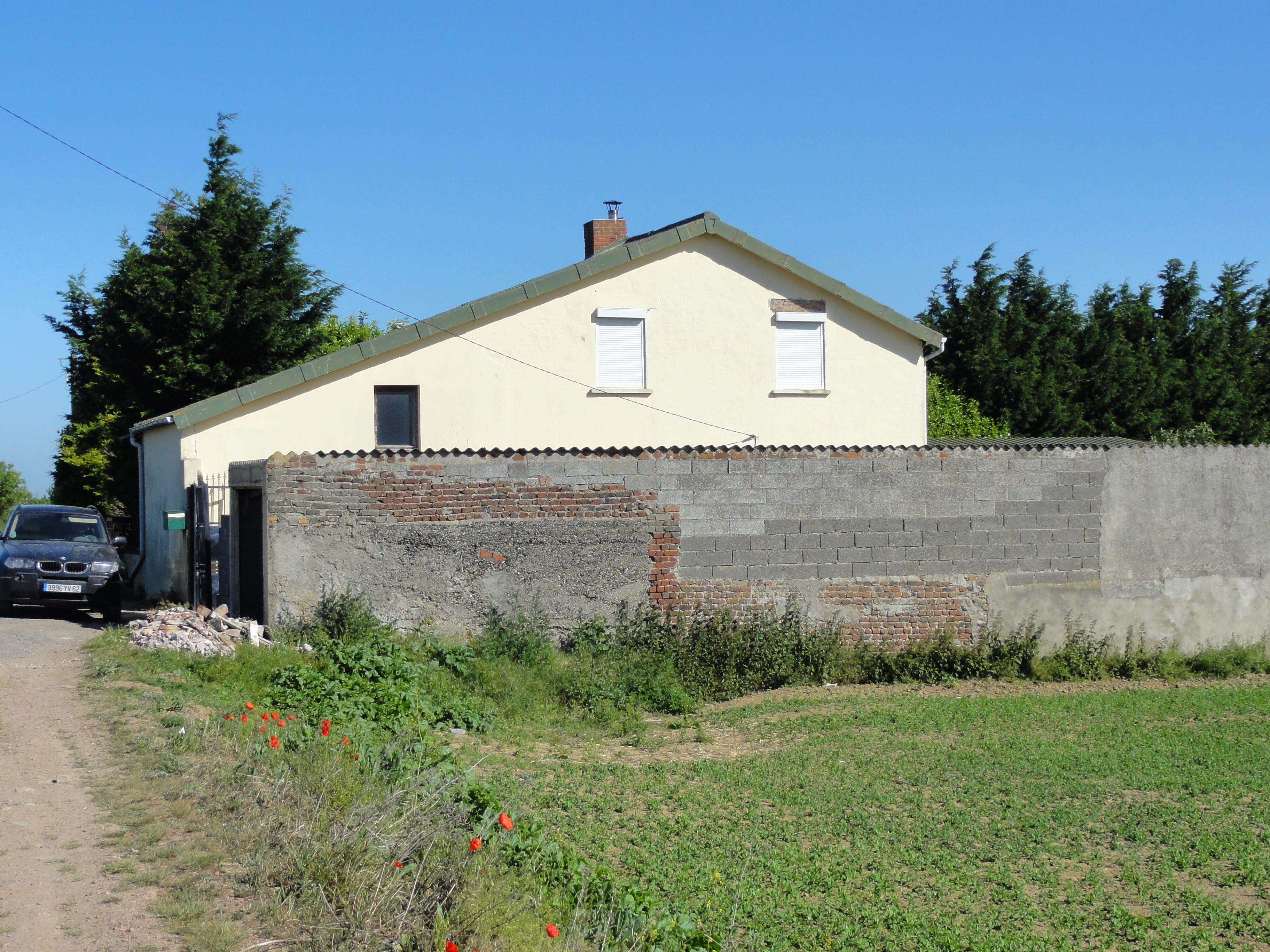
Le local de Foramine.

## Le terril

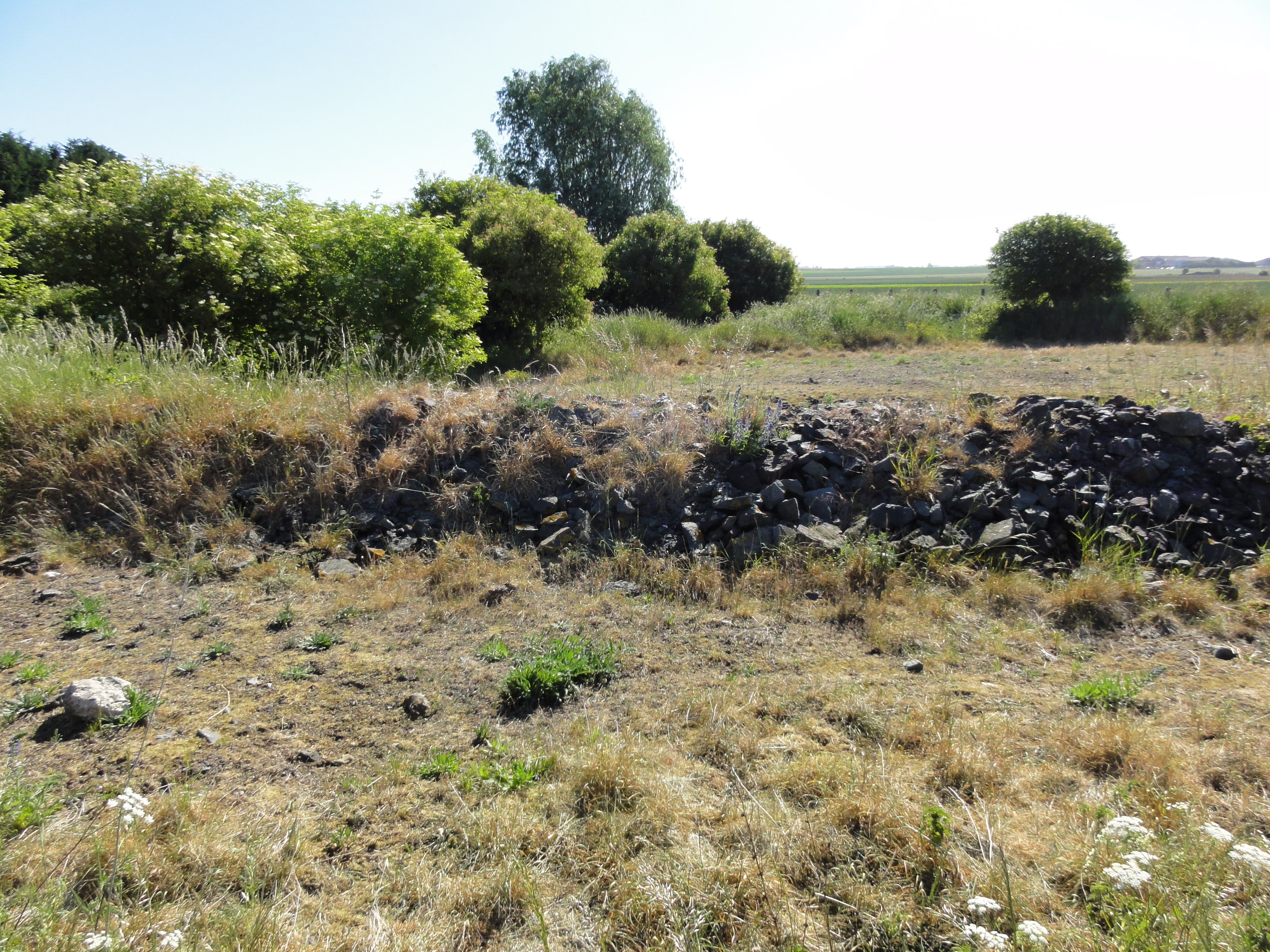
Le terril du 8 de Liévin.

50° 23′ 32″ N, 2° 50′ 49″ E
Le terril no 216, 8 de Liévin, situé à Avion, est le terril de la fosse no 8 du Groupe de Liévin. Il est constitué des déblais qui ont été retirés lorsque le puits a été foncé. Ceux-ci ont alors été étalés. Le terril a de très petites dimensions.